# Purpurkronad kolibri
Rivolikolibri (Eugenes fulgens) är en fågel i familjen kolibrier. Den förekommer huvudsakligen i Centralamerika, men även in i sydvästra USA i Arizona, New Mexico och Texas.

## Utseende och läte
Rivolikolibrin är en mycket stor (11–13 cm) kolibri med bred stjärt och mycket lång och rak svart näbb. Hanen verkar ofta helmörk, men i bra ljus syns mörkgrön kropp, grå undre stjärttäckare, smaragdgrön strupe och purpurfärgad panna. Honan är helgrön ovan, undertill gråaktig med gröna fläckar. I flykten syns hos honan små vita hörn på stjärten. Lätet är ett varierat tjippande, medan jaktlätet är ett snabbt skrattande eller mer långsamt gnällande.

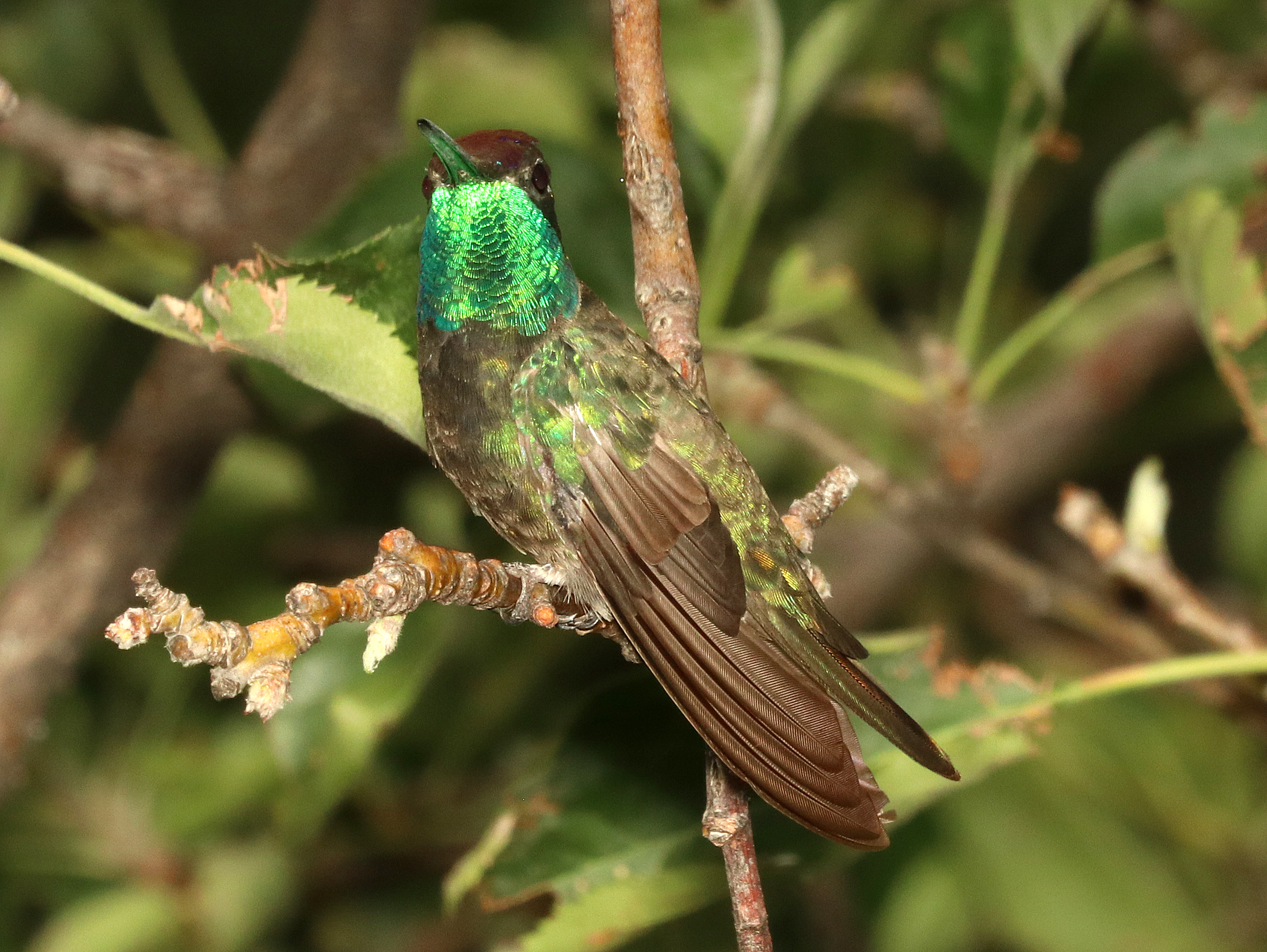
Rivolikolibri fotograferad i Madera Canyon i Arizona, USA.

Sydligare nära släktingen praktkolibrin (Eugenes spectabilis), tidigare och i viss mån fortfarande behandlad som underart till rivolikolibrin, är ännu större, med grönare ovansida, något djupare grön strupe och fylligare purpurfärgad hjässa.

## Utbredning och systematik
Rivolikolibrin förekommer i bergsområden från södra Arizona, New Mexico och Texas i USA söderut genom norra Centralamerika till nordöstra Nicaragua. Den behandlas som monotypisk, det vill säga att den inte delas in i några underarter. Tidigare ansågs dock paradiskolibri utgöra en underart till rivolikolibri och vissa gör det fortfarande.

## Levnadssätt
Rivolikolibrin hittas i bergsbelägan tall- och ekskogar. Födan består av nektar från olika växter som Crisium, Penstemon och agavearterna Agave americana och Agave parryi. Den besöker även kolibrimatningar. I USA häckar den mellan maj och juli.

## Status och hot
Arten har ett stort utbredningsområde och en stor population, och tros öka i antal. Internationella naturvårdsunionen IUCN kategoriserar den som livskraftig, men inkluderar paradiskolibrin i bedömningen.

## Namn
Fågelns tidigare svenska namn rivolikolibri är en direktöversättning av engelska Rivoli's Hummingbird. Naturforskaren René Primevère Lesson gav fågeln det vetenskapliga artnamnet rivoli 1829 för att hedra franske ornitologen François Victor Masséna (1799-1863), tredje furste av Essling och andre hertig av Rivoli. William Swainson hade dock redan beskrivit arten två år innan under namnet fulgens, som därmed fick prioritet. Det engelska trivialnamnet bibehölls dock. Det svenska trivialnamnet justerades 2023 till ett mer informativt namn av BirdLife Sveriges taxonomikommitté.